# Дом Бенуа (Санкт-Петербург)
До́м Бенуа́ (бытует также название До́м трёх Бенуа́) в Санкт-Петербурге — памятник истории и культуры регионального значения. Этот доходный дом был построен по заказу Первого Российского страхового общества в стиле неоклассицизма по проекту Л. Н. Бенуа, Ю. Ю. Бенуа и А. Н. Бенуа при участии А. И. Гунста.
Количество квартир при постройке дома — 250, количество пронумерованных парадных — 25, количество дворов — 12.

## Архитектура
Конкурс на проект здания по адресу Каменноостровский проспект, дом № 26—28, был проведён в 1910 году (после того, как участок земли под постройку приобрело Первое российское страховое общество). В апреле следующего года результат прошедшего конкурса утвердили. Ходатайство о постройке пятиэтажного каменного строения было подано в Санкт-Петербургскую Городскую управу в период с 19 по 26 сентября 1911 года.  Строительство  окончено в 1912 году.

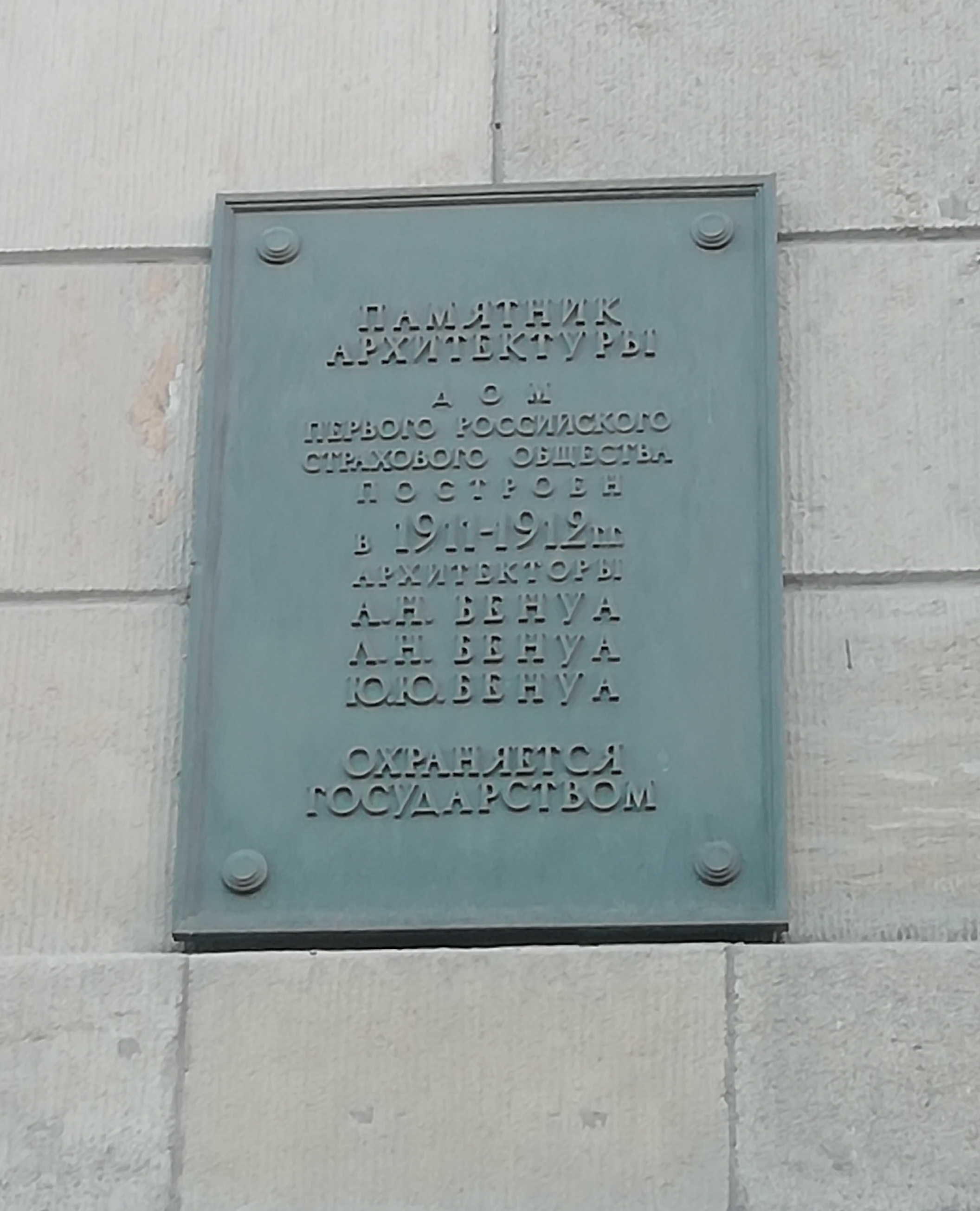
Памятная доска на доме

Мягкая пластика фасадов, облицованных светло-серым горшечным камнем (талькохлоритом), специально доставлявшимся для постройки из Швеции, подчёркнута изящными декоративными деталями, невысокими колоннадами и скульптурой. Въезд в открытый парадный двор-курдонёр оформлен двурядной дорической колоннадой из красного гангутского гранита. Этим же камнем облицована цокольная часть зданий, а мелкими его обломками, выложенными в виде мозаики, отделаны стены первого этажа во внутреннем дворике.
Другая часть дома, выходящая на Кронверкскую (дом № 29) и Большую Пушкарскую (дом № 37) улицы, построена в 1913—1914 годах.
Все корпуса огромного комплекса соединяются при помощи целой системы дворов, которых насчитывается более десяти. Комплекс домов был обеспечен всеми современными для того времени коммуникациями: паровое отопление, встроенные лифты, электричество, гаражи, телефоны. Имелись своя электростанция, котельная, прачечная, мусоросжигательная печь, снеготаялка. В то время это был самый большой жилой комплекс в Санкт-Петербурге. В цокольном этаже располагались различные магазины.
Внутренняя планировка корпусов выделяется своей продуманностью и функциональностью. Несмотря на то, что парадные лестницы дома были выведены в открытые дворы-курдонёры, многим квартиросъёмщикам приходилось пользоваться чёрными лестницами, которые выходили в классические петербургские закрытые дворы. Таким образом, проблема узких «дворов-колодцев» в многоквартирных домах Санкт-Петербурга в этом проекте так и не была решена. Однако эта «новостройка» представлялась современникам чуть ли не идеальным образцом для будущих многоквартирных зданий в городе. Это был один из самых благоустроенных домов начала XX века.

Дореволюционные фотографии
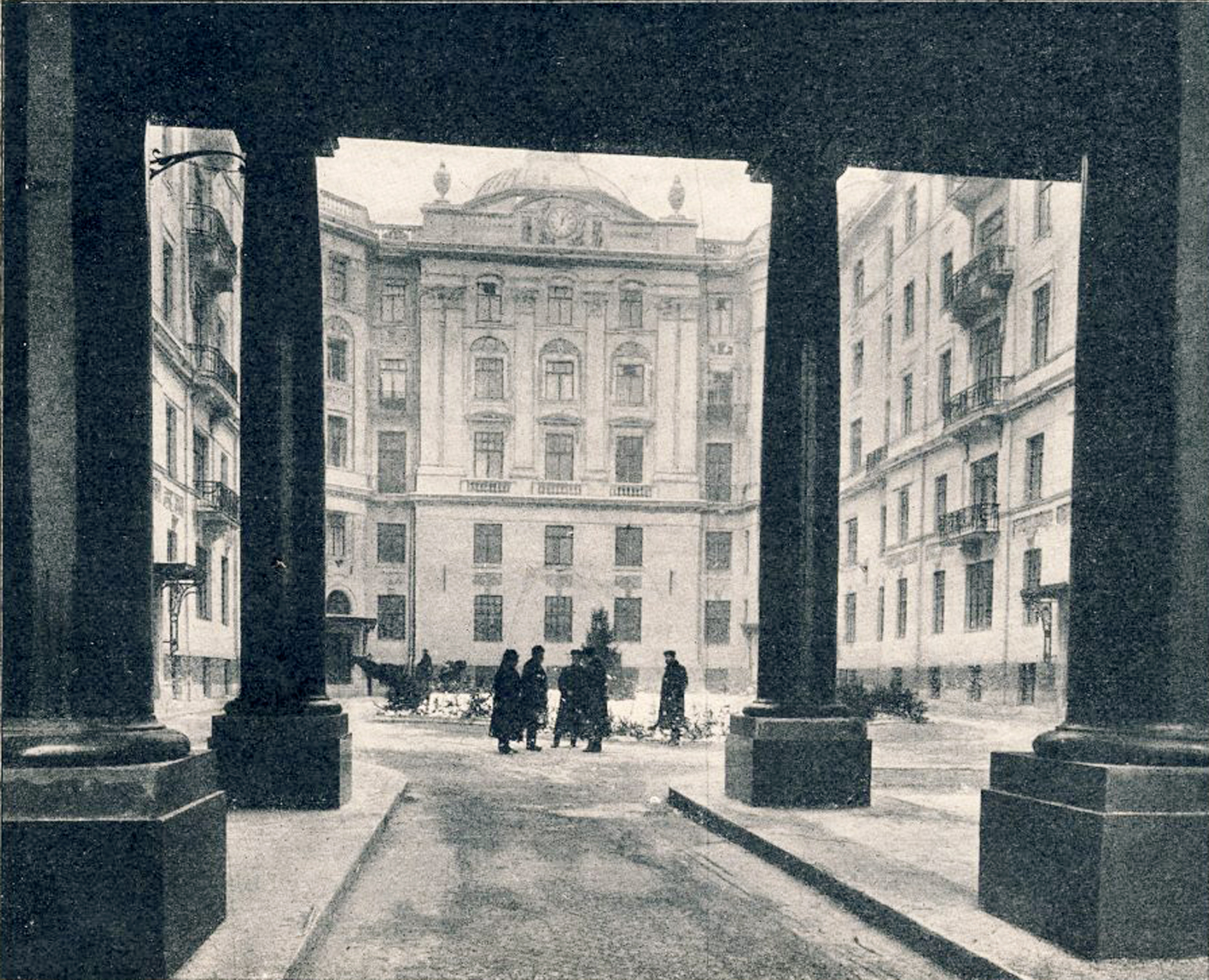
Парадный двор дома Первого Российского страхового общества со стороны Каменноостровского проспекта (1912)
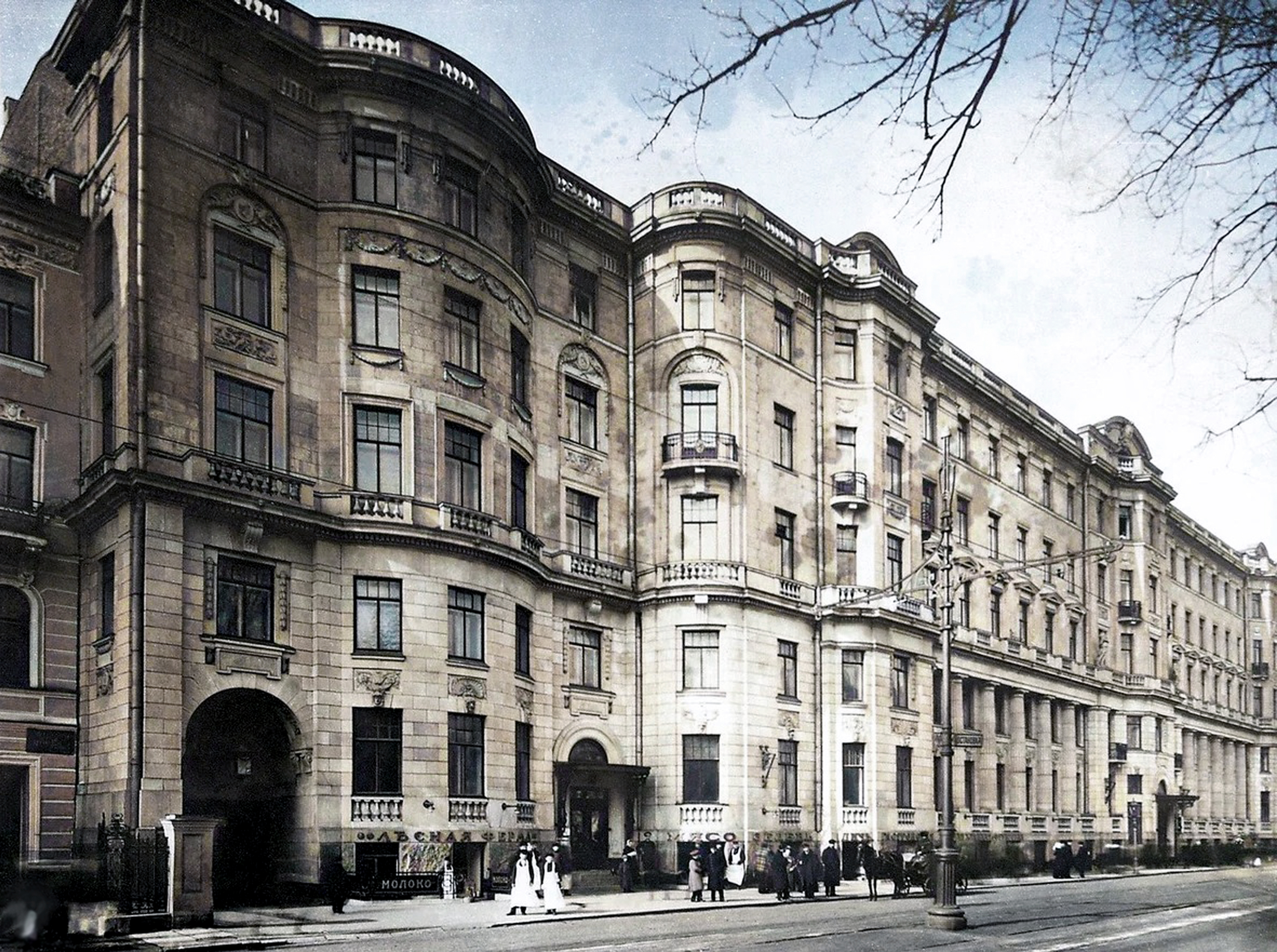
Фасад дома Первого Российского страхового общества с противоположной стороны Каменноостровского проспекта от Большой Монетной улицы. Фотограф — Карл Булла (1912)
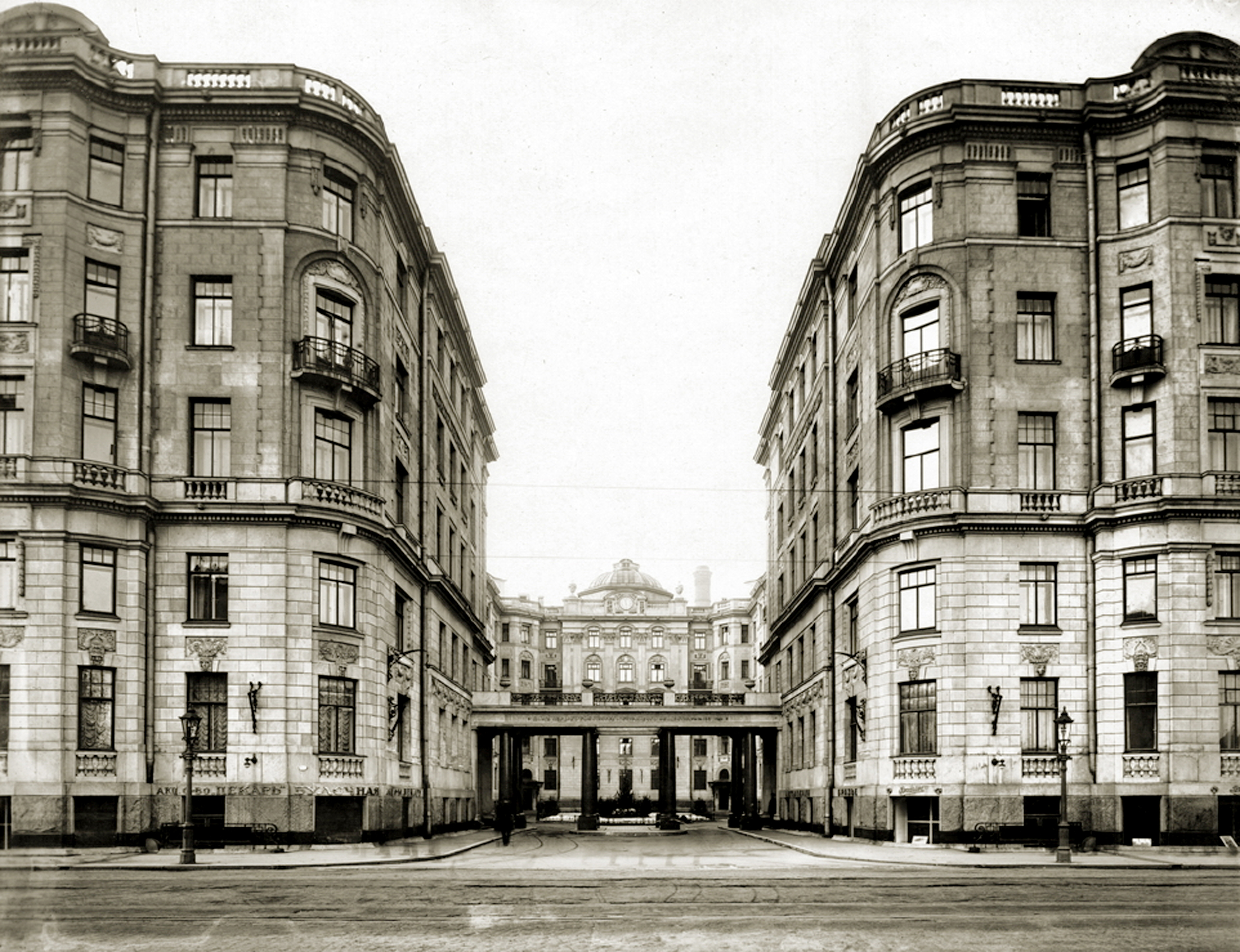
Дом Первого Российского страхового общества с противоположной стороны Каменноостровского проспекта, от Лицейской улицы (ок. 1915)
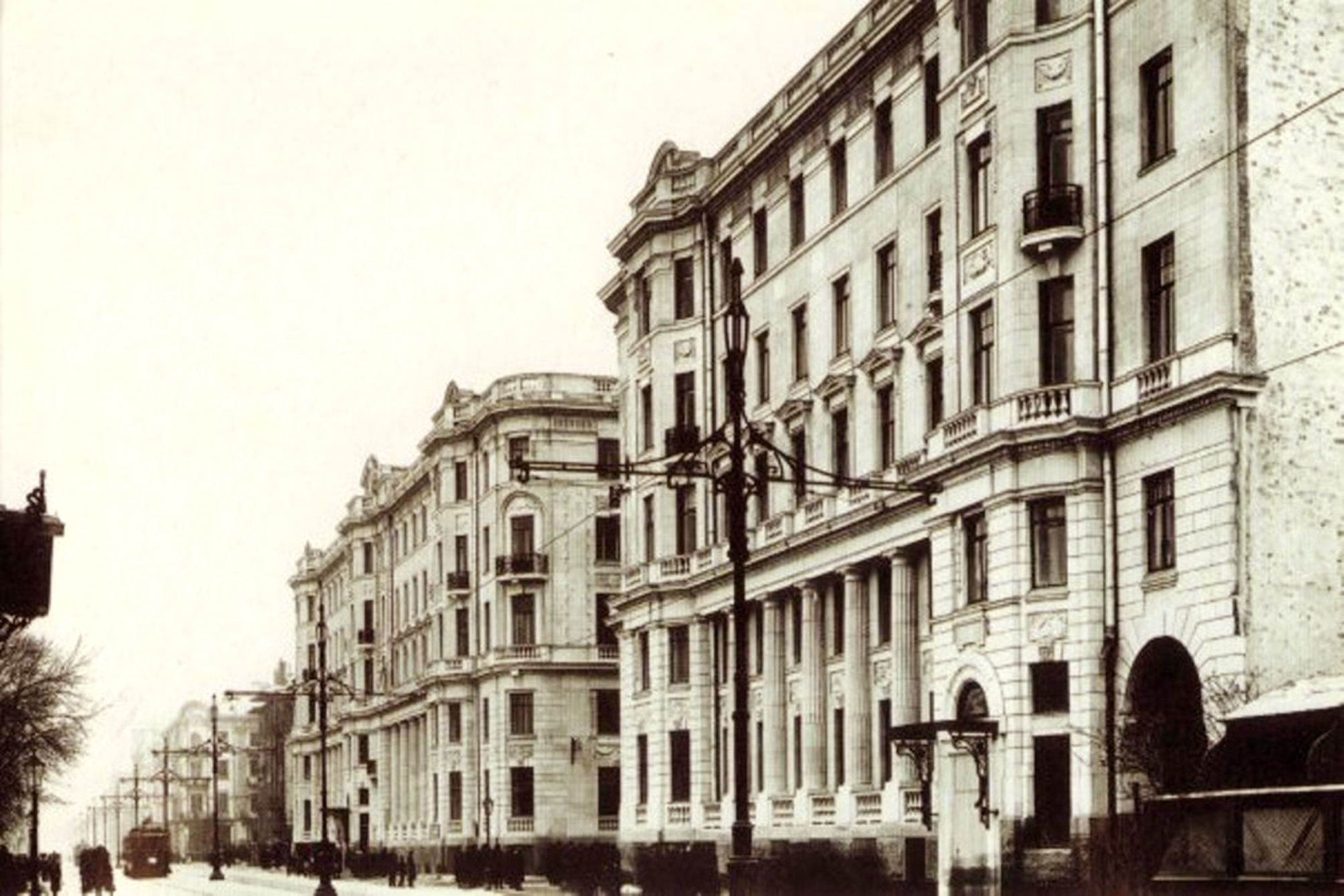
Фасад дома № 26-28 со стороны Каменноостровского проспекта (ок. 1916)

## История

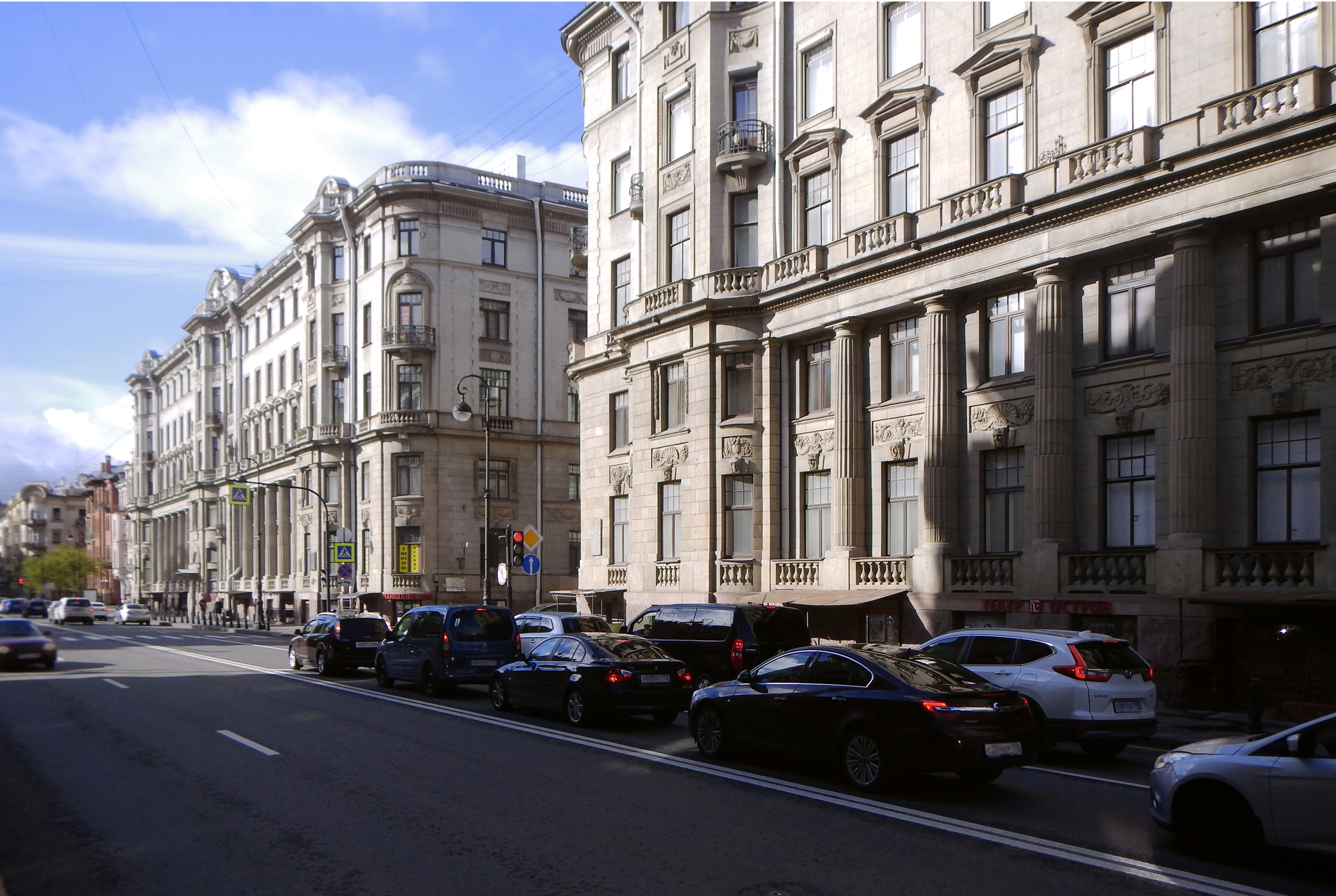
Дом Бенуа со стороны Каменноостровского проспекта, 2020

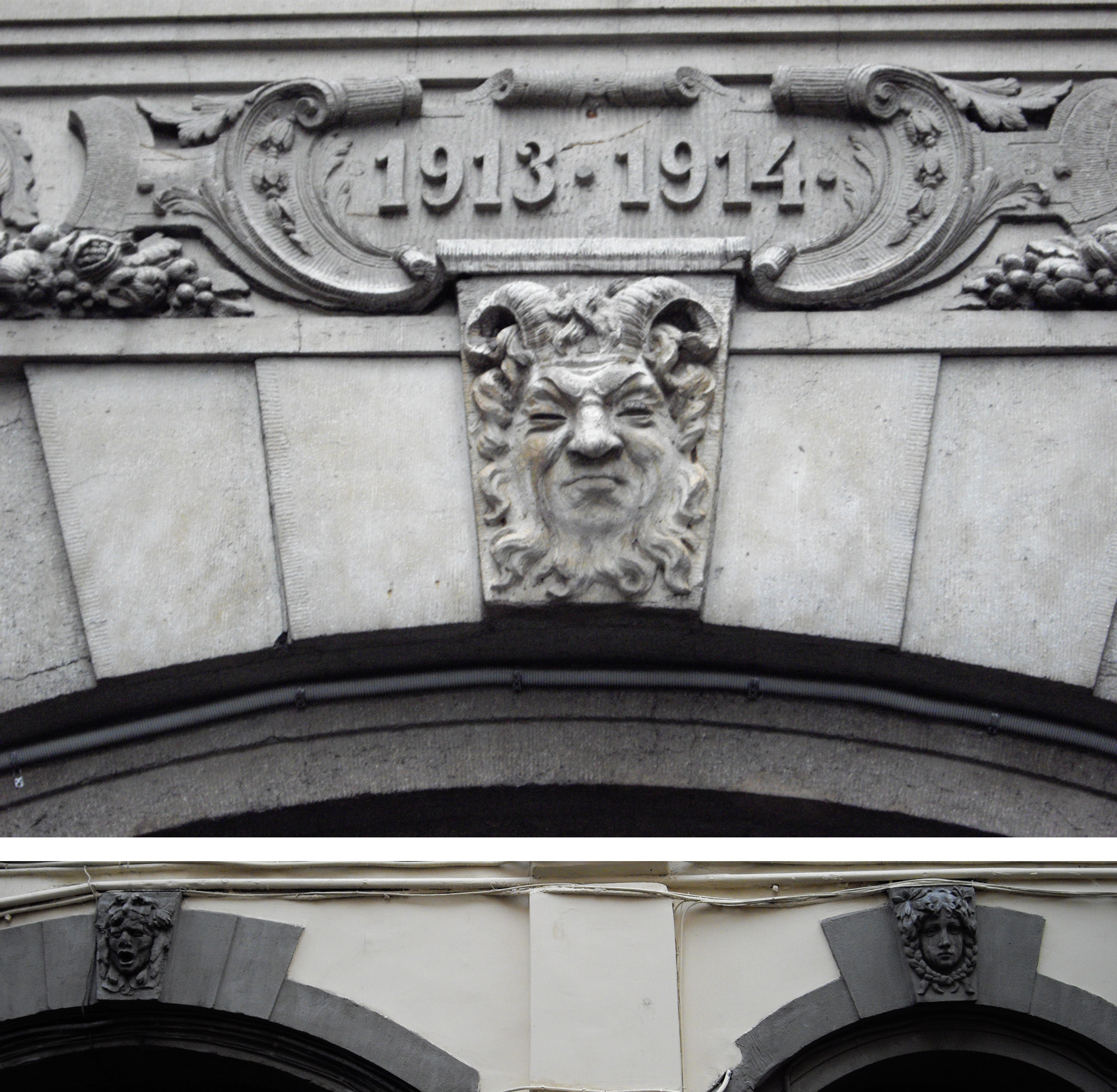
Маскароны на стенах дома Бенуа во дворе со стороны Кронверкской улицы

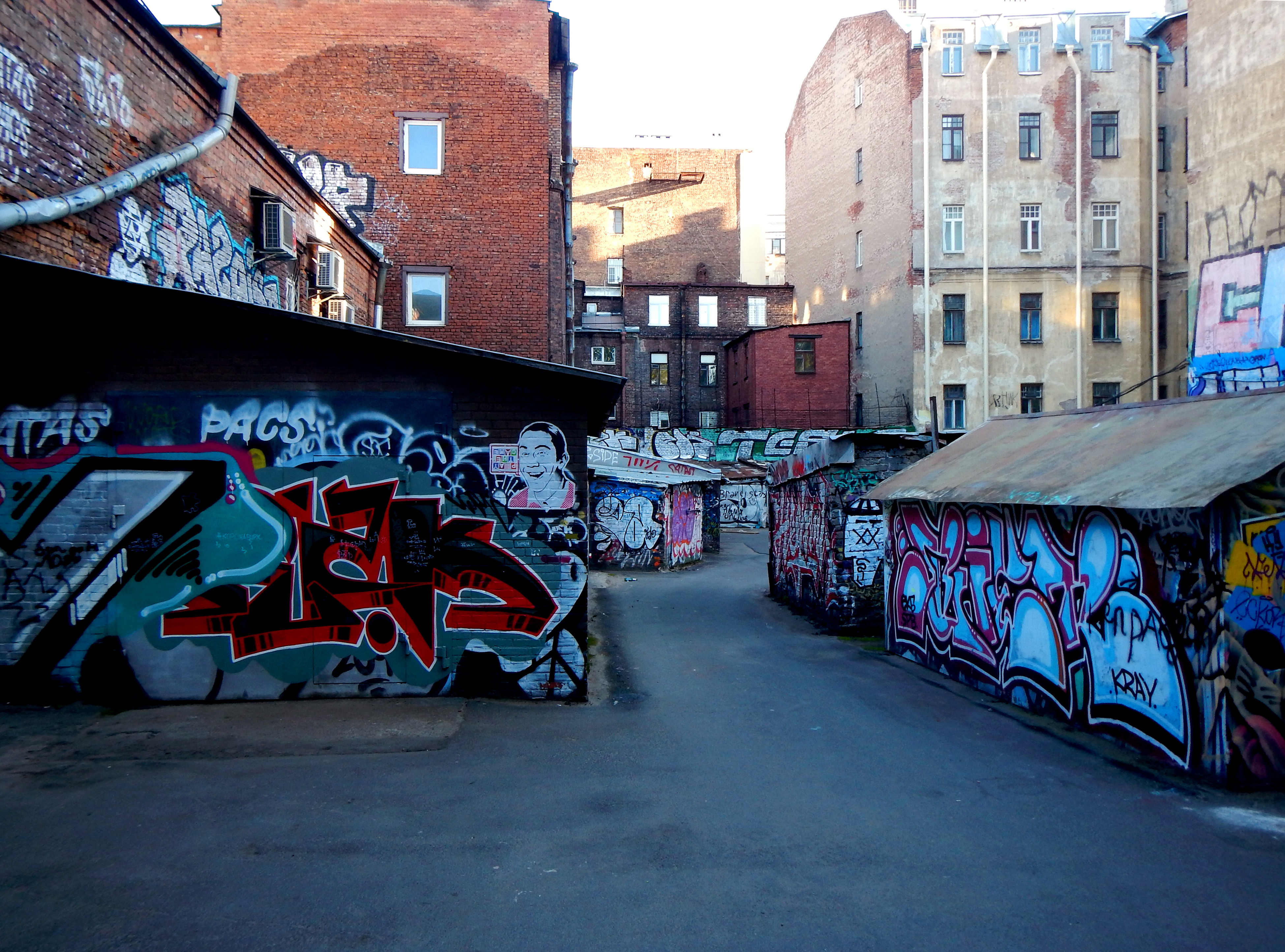
Внутренние дворы Дома Бенуа, 2020

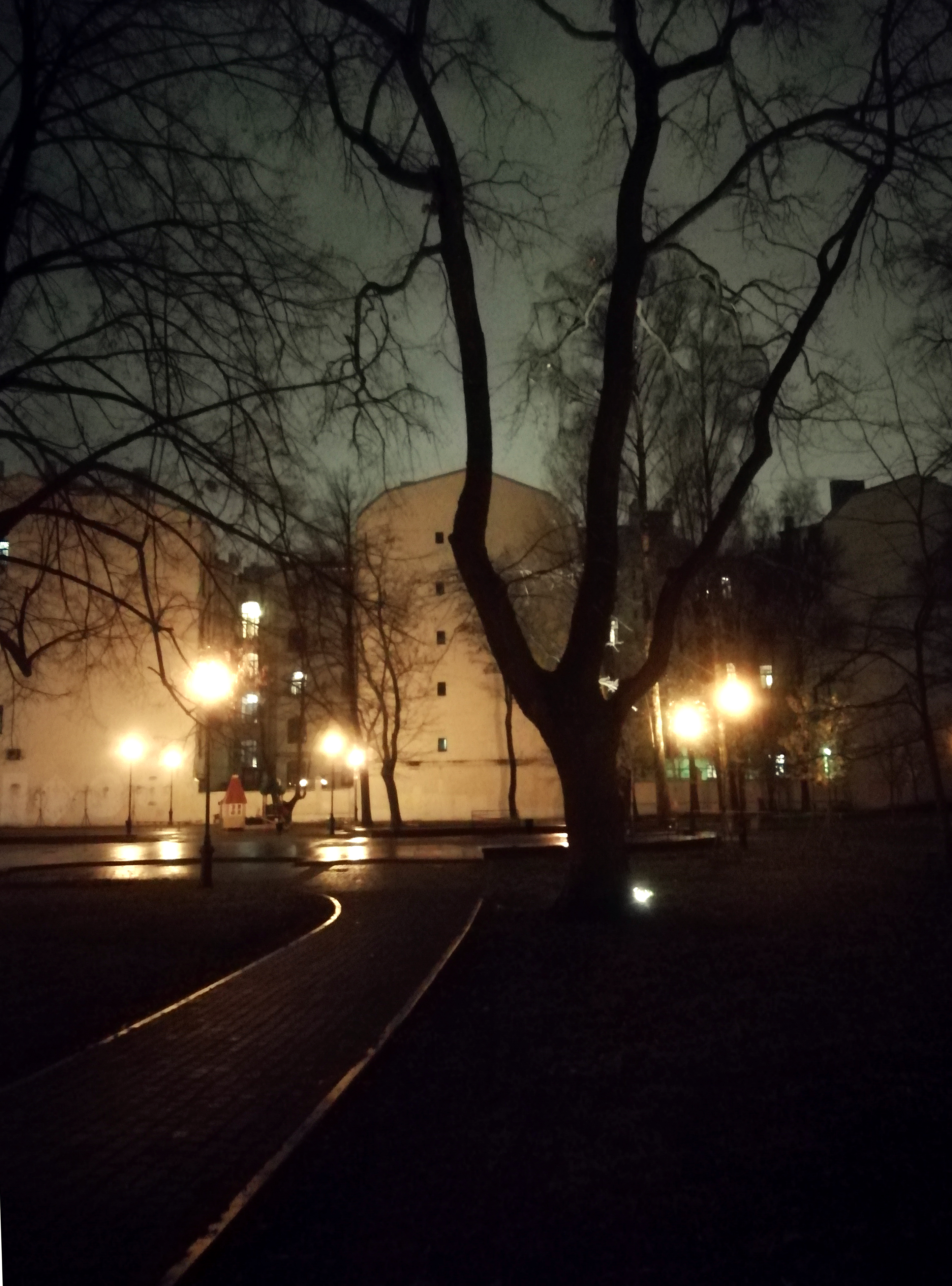
Дома Бенуа со стороны сквера Андрея Петрова, 2020

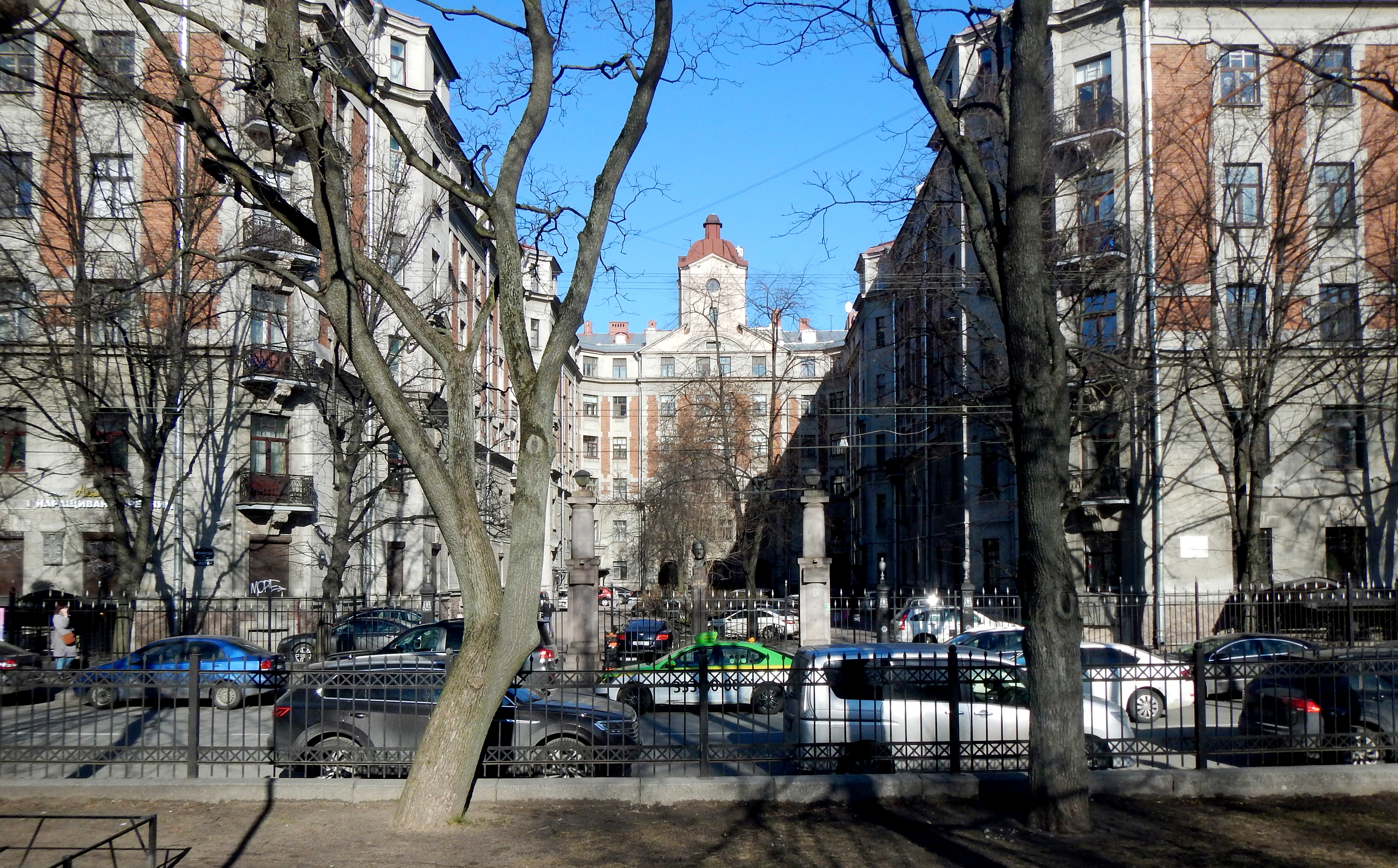
Дом Бенуа со стороны Кронверкской улицы, 2020

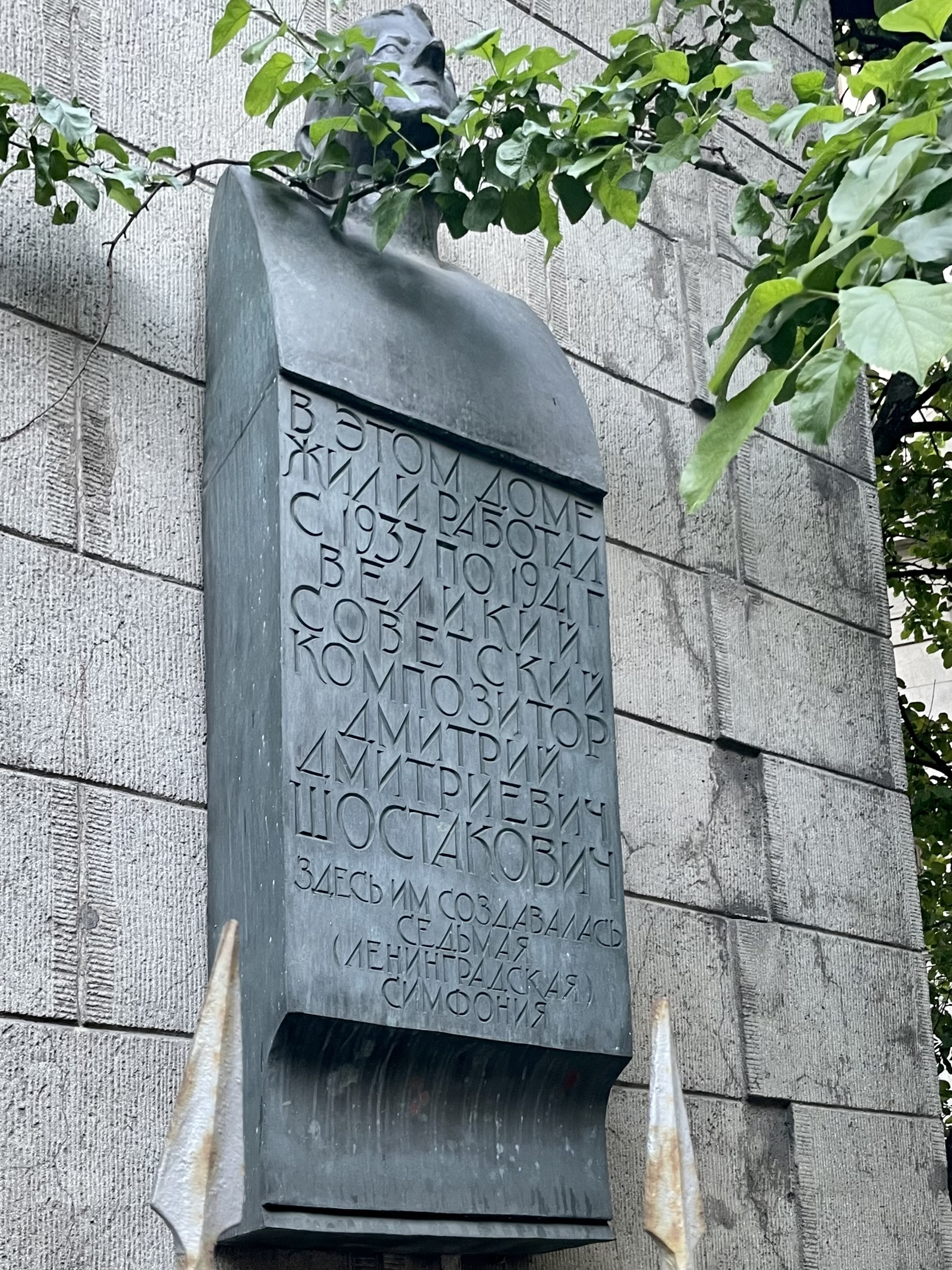
Мемориальная доска Шостаковичу

До 1917 года в корпусе со стороны Кронверкской улицы находились три лазарета и контора изысканий Арало-Каспийской железной дороги.
После Октябрьской революции, в ноябре 1918 года, часть квартир дома была «уплотнена» и превращена в коммунальные, а некоторые квартиры предоставлялись партийным деятелям, в том числе руководителям города. Впоследствии многие из них были репрессированы. Так, в 1934—1938 годах в корпусе по Каменноостровскому проспекту произошли аресты в 55 из 123 квартир.
В 1918—1920 годах в квартире № 116 располагался клуб финских коммунистов им. Куусинена. 31 августа 1920 в результате заговора так называемой «револьверной оппозиции» в этой квартире были расстреляны члены руководства КПФ (подробнее…), в том числе Юкка Рахья (брат Эйно Рахья, сопровождавшего Ленина в ночь на 25 октября 1917 с конспиративной квартиры на Сердобольской улице в «штаб революции» в Смольный институт). В 1920-х годах здесь находились редакция газеты финских коммунистов «Вапаус» (её главный редактор К. К. Лепола жил в этом же доме), Дом просвещения и финский клуб «Кирья» (в квартире № 2).
В 1920 годы на обширном, тёплом и сухом чердаке дома обитала целая колония ленинградских беспризорников. В условиях всеобщей неопределённости этот сквот — наследие Гражданской войны, просуществовал несколько лет, так как его обитатели вели себя скрытно, не привлекая особого внимание властей и жильцов. Тем не менее в один из рейдов бездомные были обнаружены и их выселили. В отместку за это, зимой 1927 года, беспризорники устроили на чердаке дома пожар.
В этом доме с 1926 года по 1 декабря 1934 года Сергей Киров (Костриков) вместе с женой Марией Маркус занимали квартиру № 20 на пятом этаже. У них в разное время были гостями Иосиф Сталин, Григорий Орджоникидзе, Валериан Куйбышев, Климент Ворошилов, а Николай Бухарин даже жил некоторое время. Кировская пятикомнатная квартира состояла из кабинета, библиотеки, столовой, спальни, комнаты-мастерской, а также кухни, двух прихожих, ванной, двух клозетов и комнаты домработницы.
С 1956 года в доме работает Музей C. М. Кирова (c 1991 — филиал Музея истории Санкт-Петербурга).
С 1995 года в доме находится редакция газеты «Женское счастье», имеющей несколько приложений («Ведунья», «Здоровье и экология женщины», «Практичная хозяйка»).
С 1999 года в цокольном этаже со стороны Каменноостровского проспекта даёт представления театр «Остров», в фойе которого устроен музей писателя и драматурга А. М. Володина.

## Современность
В феврале 2022 года власти города объявили о планах провести капитальный ремонт дворовых флигелей дома Бенуа, после чего квартиры обещают отдать стоящим на очереди на улучшение жилищных условий молодым семьям.

## Персоналии
Исторически, так сложилось, что в «Доме Бенуа» жили и живут многие выдающиеся личности своего времени: ученые, художники и музыканты, партийные и государственные деятели:
«…Неслучайно комплекс Первого страхового общества полюбили и представители „творческих профессий“ — архитекторы, художники, композиторы. Эта легкомысленная архитектура отлично подходит не только для людей серьёзных, банкиров и генералов, но и для тех, кто думал „жизнь просвистать скворцом, заесть ореховым пирогом“. Впрочем, после убийства главного обитателя дома на Каменноостровском — на волне Большого террора — приезжали за всеми.»

### Композиторы
- композитор Д. Д. Шостакович жил и творил в кв. № 5 корпуса по Большой Пушкарской ул. с 1937 года до эвакуации в Куйбышев (Самару) в 1941 году. В этом доме им были написаны первые три части его Седьмой (Ленинградской) симфонии. В декабре 1945 года Д. Д. Шостаковичу предоставили квартиру № 1 в первом этаже окнами на Каменноостровский пр., где он до 1949 года раз в месяц проводил депутатские приёмы; в этой же квартире некоторое время жили родители жены Шостаковича.

Мемориальная доска с горельефом Д. Д. Шостаковича установлена со стороны Большой Пушкарской улицы, а в курдонёре, открывающемся на Кронверкскую улицу, установлен его бюст.
- композитор Д. А. Толстой жил в этом доме некоторое время со своей матерью Н. В. Крандиевской-Толстой после 1935 года, а с 1950 по 1957 года — в квартире № 1 (часть которой была ему предоставлена по ходатайству Шостаковича).

### Художники
Изначально, по проекту, часть мансардного (шестого) этажа дома занимали (и занимают сейчас) мастерские художников.
- художник Константин Маковский — его мастерская с 1912 до 1915 г. располагалась в кв. 100[14].
- художник Е. А. Кибрик (в 1930-х занимал квартиру-мастерскую № 44).
- художник А. А. Мыльников с 1951 по 1967 год жил и работал в квартире-мастерской № 44. 21 мая 2013 года на фасаде дома, выходящем на Каменноостровский проспект, была установлена и открыта памятная доска.
- художник В. Д. Двораковский (1904—1979)[15]
- художник Л. А. Сергеева (1980—1993 гг. занимала квартиру-мастерскую № 22).
- художник А. Б. Парыгин (c 1994 г.).
- художник В. С. Качальский.
- скульптор Б. О. Фредман-Клюзель.

### Деятели театра и кино
- актёр Б. А. Бабочкин (в 1936—1937 годах)
- кинорежиссёр, сценарист и актёр Г. Н. Васильев (в 1920-х)
- оперная певица Е. И. Збруева
- актёр, драматург и сценарист Л. С. Любашевский
- артистка кордебалета Мариинского театра Антонина Рафаиловна Нестеровская, впоследствии ставшая женой великого князя Гавриила Константиновича
- актёр Н. К. Черкасов (в 1941—1942 годах; по возвращении в Ленинград в 1944 году поселился в соседнем доме по Кронверкской ул.)
- актриса Е. А. Уварова (в той же квартире, где и Л. С. Любашевский)

### Литераторы
- литературный критик и литературовед Б. С. Вальбе (с 1927 года)
- публицист В. М. Дорошевич (в корпусе по Кронверкской ул.)
- поэт А. А. Прокофьев (с 1957 до своей смерти в 1971 году)[16]
- поэт и писатель А. Д. Скалдин (с 1913 года)
- писатель М. П. Чехов (с 1914 года); здесь же в кв. № 36 находилась редакция его журнала «Золотое детство»

### Архитекторы
- А. Л. Берлин
- И. Г. Лангбард, заслуженный деятель искусств Белорусской ССР
- А. А. Оль (жил в квартире на первом этаже с 1940 по 1958 год)

### Учёные
- нейрофизиолог, академик АН СССР и АМН СССР, научный руководитель Центра «Мозг» АН СССР, а с 1992 года — Института мозга человека РАН Н. П. Бехтерева (жила в кв. № 33);
- востоковед А. А. Васильев (жил в доме до 1925 года);
- академик РАН, основоположников биокремнийорганической химии М. Г. Воронков (жил с семьёй в парадной на Кронверкской улице);
- князь А. Г. Гагарин, первый директор Санкт-Петербургского политехнического института;
- полярный исследователь Р. Л. Самойлович (жил в той же квартире, которую позже занимал  Д.Д. Шостакович);
- известный физик Ю. Н. Демков бо́льшую часть жизни жил в квартире на углу Кронверкской и Большой Пушкарской улиц (в кв. № 27);
- историк, философ и публицист И. С. Книжник (Ветров) (жил в кв. № 96 в 1930-х).
- учёный, инженер в области радиотехники М. С. Нейман (с 1929 по 1941 год жил с семьёй в двух комнатах коммунальной квартиры: парадная № 2, 2-й этаж, кв. № 13)[17];
- физик Н. А. Толстой некоторое время жил здесь со своей матерью Н. В. Крандиевской-Толстой после 1935 года.

### Партийные и государственные деятели
- C. М. Киров жил в этом доме с момента переезда в Ленинград до смерти (в 1926—1934 годах). На фасаде со стороны Каменноостровского проспекта в 1964 году установлена мемориальная доска из гранита с мраморным барельефом С. М. Кирова (скульптор Г. Д. Ястребенецкий). Подробнее см. Музей-квартира С. М. Кирова.
- Г. Е. Зиновьев (в кв. № 118, в 1924—1926 годах),
- С. П. Восков (в кв. № 44),
- И. И. Газа,
- Н. П. Глебов-Авилов,
- А. П. Гричманов (в кв. № 192 с сентября 1936 года),
- Г. Е. Евдокимов (в кв. № 23, а его жена — в кв. № 120; с января 1923 года по 1926 год),
- Н. П. Комаров,
- А. А. Кузнецов (с 1937 по 1946 год)[16],
- Отто Куусинен,
- З. И. Лилина,
- А. К. Скороходов (в кв. № 87),
- П. С. Попков (в кв. № 108 с 1939 года по 1950 год),
- Б. П. Позерн,
- Эйно Рахья (в кв. № 8 корпуса по Большой Пушкарской ул., с 1918 года),
- Г. С. Ровио (в кв. № 48, с 1918 года)
- Г. И. Сафаров,
- П. И. Смородин,
- С. М. Соболев,
- Н. М. Шверник.

### Военачальники СССР
- Маршал Советского Союза Л. А. Говоров (с 1942 по 1946 год), командующий войсками Ленинградского фронта, а затем войсками Ленинградского военного округа[16]
- В. М. Гиттис (в кв. № 119), командующий военным округом — с 25 августа 1921 года по 26 октября 1926 года,
- Б. М. Шапошников, командующий военным округом — с 29 сентября 1935 года по май 1937 года,
- П. Е. Дыбенко, командующий военным округом — с 5 июня 1937 года по 27 января 1938 года.